# Sprotte (Fluss)
Die Sprotte (slawisch sprotiva – „die Stinkende“) ist ein Nebenfluss der Pleiße im Osten Thüringens. Der Oberlauf der Sprotte besteht aus vier Quellbächen, die westlich von Crimmitschau entspringen, und zwar aus
- der nordwestlichen Großensteiner Sprotte, deren Quelle sich auf dem Gebiet des Flugplatzes Gera-Leumnitz befindet
- der Paitzdorfer oder Westlichen Sprotte, deren Quelle sich bei Rückersdorf befindet,
- der südlichen Heukewalder Sprotte, die bei Nischwitz entspringt und
- der östlichen Mannichswalder oder Postersteiner Sprotte, deren Quelle bei Thonhausen liegt.

Weitere Zuflüsse der Sprotte sind der Lumpitzbach, der Köthelbach und die Litschke.
Die Sprotte mündet bei Saara und Lehndorf in die Pleiße und ist über den längsten Fließweg (Großensteiner Sprotte) etwa 30 Kilometer lang. Sie ist Namensgeberin für die Orte in der Verwaltungsgemeinschaft Oberes Sprottental im Landkreis Altenburger Land.

## Verlauf
Die Großensteiner Sprotte ist etwa 15 Kilometer lang und damit der längste der vier Quellbäche. Sie entspringt auf dem Gelände des Flugplatzes Gera-Leumnitz, durchfließt Korbußen, Großenstein, Reichstädt und Löbichau und vereinigt sich bei Burkersdorf mit der Mannichswalder Sprotte, welche etwa 11 Kilometer lang ist.

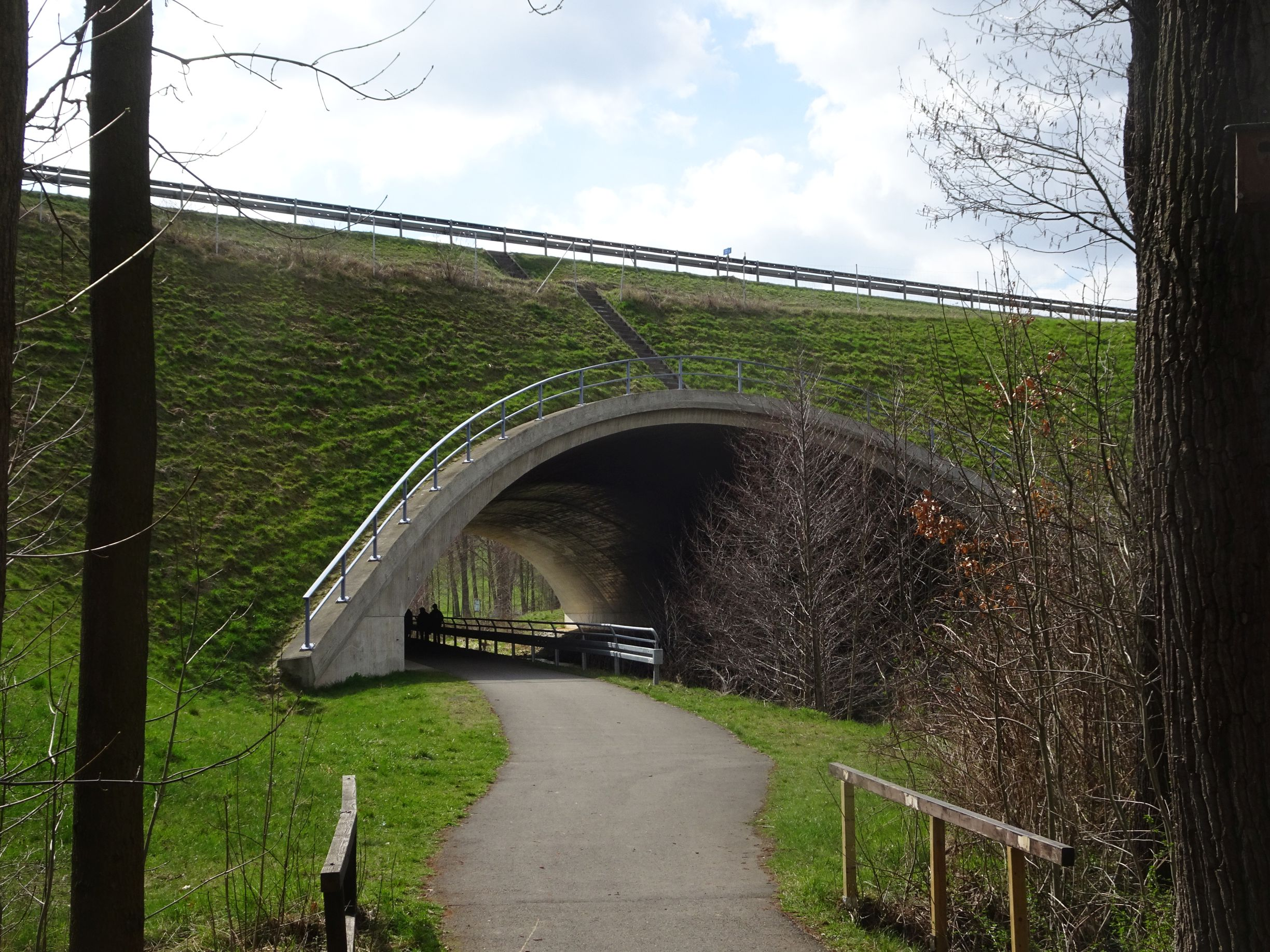
Brücke der A 4 über die Mannichswalder Sprotte

Die Mannichswalder Sprotte fließt von Thonhausen kommend in nordwestlicher Richtung und nimmt bei Vollmershain die Heukewalder Sprotte auf, die von Heukewalde kommend linksseitig einmündet. Nach der Rothenmühle wird die Mannichswalder Sprotte von der A 4 überquert. Zwischen Posterstein und Nöbdenitz fließt ihr dann die westliche Sprotte zu, die ebenfalls linksseitig einmündet, nachdem sie den Paitzdorfer Ortsteil Mennsdorf durchflossen hat.

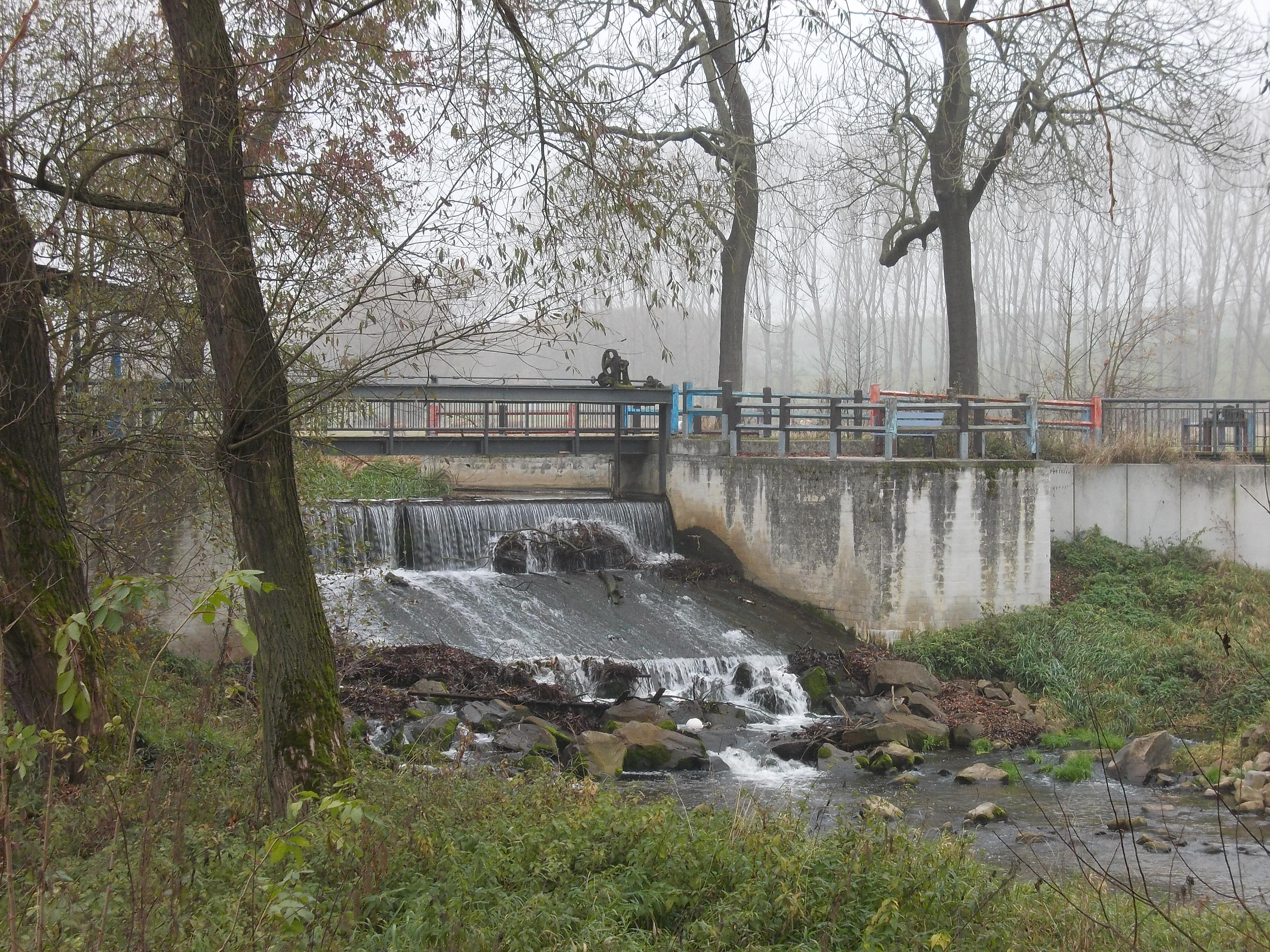
Papiermühlwehr

Anschließend fließt die Mannichswalder Sprotte in nordöstlicher Richtung durch die Gemeinde Nöbdenitz bis zu ihrer Vereinigung mit der Großensteiner Sprotte bei Burkersdorf. Ab dort fließt sie als Sprotte weiter nordostwärts durch die Stadt Schmölln, sie wird durch das Papiermühlwehr bei Großstöbnitz reguliert, und ein Mühlgraben zweigt schließlich ab zur Papiermühle im gleichnamigen Ortsteil von Schmölln. Nördlich von Saara mündet sie dann in die Pleiße.

## Verkehr
Dem Flusstal der Sprotte folgen teilweise die Bahnlinie von Gera nach Altenburg sowie die Bundesstraße 7.